# 奧里斯塔諾省
奧里斯塔諾省（義大利語：Provincia di Oristano）是意大利撒丁大区的一個省。面積2,990.45平方公里，2017年7月人口159,474人，是全國人口最少的省份。首府奧里斯塔諾。
下分87市鎮。